# Vaquería (caza)
Las vaquerías eran espacios de reserva de ganado sin vigilancia, delimitados entre rinconadas formadas por corrientes de agua. Era una práctica de caza de toros y vacas en campo abierto, que se realizaba por corambreros y faeneros, en el Río de la Plata, durante la colonización española. Con el paso del tiempo el término "vaquería" denominaría al permiso otorgado por la autoridad para realizar la caza y luego al territorio en que dicho permiso podía ejercerse. Es el antecedente inmediato de la estancia, o hacienda rioplatense. Una de las más importantes de la Banda Oriental fue la Vaquería del Mar, entre las cuencas de los ríos Cebollatí y Tacuarí, en la República Oriental del Uruguay. Se otorgaban permisos solo a los vecinos de la ciudad para organizar las vaquerías.

## Historia
Esta riqueza ganadera fue, en un principio, utilizada por los grupos guaranís organizados en las misiones jesuíticas guaraníes. Luego fue aprovechada por los criollos y los gauchos y, se extendió rápidamente gracias a la creciente demanda mundial de cuero a raíz de las nacientes industrias. La carne vacuna, constituyó el alimento por excelencia, durante toda la época colonial.

### Trapeiros
En el transcurso del siglo XVII la economía colonial brasileña se expandió junto a su territorio. La necesidad de abastecer a los florecientes centros urbanos (especialmente en Minas Gerais y São Paulo) implicó que se formaran grandes tropas de mulas para transportar las provisiones y mercancías, los arrieros o conductores de tales tropas fueron llamados "tropeiros" por los brasileños y los portugueses.
En Sorocaba, en el interior de São Paulo se realizaban grandes ferias durante todo el año, siendo allí comerciados animales y géneros consumidos por los garimpeiros (buscadores de piedras preciosas) y exploradores. Los comerciantes hacían traer por arrieros gauchos los vacunos, caballos desde las Vaquerías del Mar.
Los tropeiros utilizaron antiguos caminos indígenas así como las huellas  dejadas por las mulas y los buey
Estas huellas desde y hacia el Sur eran llamadas genéricamente por los portugueses y brasileños Caminho das Tropas, en español se ha usado Ruta del ganado ya que consistían en rutas desde donde se contrabandeaba ganado vacuno y equino desde territorios entonces correspondientes al español Virreinato del Río de la Plata hasta zonas que eran entonces el sur del Brasil portugués, luego de la independencia en la primera década del siglo XIX de los antiguos territorios virreinales y de la separación del Brasil respecto de Portugal estos caminos vincularon a territorios orientales y argentinos con el Brasil. Téngase en cuenta que los gauchos en general desconocían que practicaban el contrabando, para ellos se trataba del prolongado transporte de ganados o tropillas solventado por comerciantes. La Ruta del ganado entonces partía desde las Vaquerías del Mar (zonas de la Banda Oriental), El Tapé o Misiones Orientales y La Campaña del Río Grande de San Pedro siguiendo tres vías o líneas principales:
- La Ruta de trapesia  o Caminho do Viamão, también designado como Camino Real (Estrada Real), que desde 1731 resultó la más utilizada partiendo del Viamão (próximo a Porto Alegre), atravesaba los campos de Vaquería, Lages, Curitibanos, Papanduva, Río Negro, Campo del Teniente, Lapa, Palmera, Punta Grande, Castro, Piray del Sur, Yaguariaivá, Itararé, alcanzando la ciudad paulista de Sorocaba en donde existía una gran feria.
- La Ruta de las Misiones (Caminho das Missões), partía de los campos de San Francisco de Borja, seguía por Santo Ángel Guardián de las Misiones, Palmera de las Misiones, Rodeo, Chapecó, Chancheré, Palmas, donde se bifurcava por Unión de la Victoria y Palmera, y —ya en la Guayrá— por Guarapuava, Imbituva y Punta Grande.
- La Ruta de la Vaquería (Caminho da Vacaria), que interconectaba Cruz Alta y Vaquería con la ya citada Ruta del Viamont, pasando por Paso Hondo y Laguna Bermeja. Ruta del ganado o Camino de las tropas (en portugués: Estrada das Tropas o Caminho das Tropas) es el nombre que recibió hasta fines del siglo XIX una ruta que permitió el acceso desde el Brasil hasta el Río Grande del Sur, las Misiones Orientales y la Banda Oriental.

### Extensión de las vaquerías
Es el origen de la ganadería, en el virreinato del Perú, en su Provincia jesuítica del Paraguay y luego, en el virreinato del Río de la Plata.
Entre fines del XVIII y principios del XIX, paralelamente a la decadencia del Potosí y consiguientemente de sus proveedoras regiones del Noroeste, Cuyo y la zona mediterránea, se produjo un lento y paulatino ascenso de las economías del litoral argentino y la Banda Oriental (sur de Brasil, estado de Río Grande del Sur y actual Uruguay). En parte, este ascenso se debe a la reciente demanda mundial de cueros vacunos, fundamentalmente por las nacientes industrias manufactureras, de juntas para cañerías y canillas, pero principalmente de correas de distribución mecánica, en una era pre industrial, que era previa al descubrimiento del caucho.
En un primer momento, las posibilidades de vivir de la caza de vacas salvajes, se limitaban a paliar la miseria de las familias criollas de las ciudades coloniales del Litoral. Criollos e indios se convirtieron en cazadores trashumantes de vacas, hombres de a caballo que más tarde recibirán el nombre de gauchos, gauderíos o changadores. A medida que la demanda fue en aumento, pronto entraron en escena comerciantes, acopiadores del cuero, que lo compraban a cazadores aislados. Estos comerciantes organizaron las primeras vaquerías.
Eran incursiones por los campos, para cazar el ganado cimarrón que pastoreaba libremente. El procedimiento resulta peculiar: se reunía un grupo de hombres, muy buenos jinetes, con abundante número de perros; salían todos a la campaña y al toparse con vacunos cimarrones los rodeaban ayudados por los perros; corriendo tras ellos, los herían en el garrón con un instrumento especial, el dejarratadero, compuesto de una filosa medialuna atada al extremo de una caña. Seccionados los tendones del miembro posterior el animal, imposibilitado de correr, caía al suelo. Terminada esta etapa, volvían los jinetes sobre sus pasos y mataban las reses, sacándoles cuero, sebo y lengua; el resto quedaba sin aprovechar, para alimento de fieras y perros salvajes que pululaban por la campaña (...) Las vaquerías eran empresas de alto riesgo, por el peligro del indio y la combatividad del ganado cimarrón; en ellas no participaban los esclavos, cuya escasez elevaba grandemente su valor comercial. La pérdida de un esclavo en uno de los probables accidentes hubiera implicado la desaparición de buena parte de los beneficios. Como la empresa era arriesgada y exigía poco el apego al trabajo, se debió recurrir a elementos de dudosa vida, que fueron así dispersándose por la campaña. Son los antecesores del gaucho.
En síntesis, su explotación hace que tierras, que se creían "de ningún provecho", cobraran interés para el colono, gracias a la visión de Hernandarias, quien a principios del siglo XVII, en un recorrido por la cuenca del Río de la Plata, imaginó ese destino ganadero, uno de los principales recursos económicos en la actualidad: la carne vacuna, como alimento y producto de exportación.

### Sustentabilidad del modelo extractivo
La lógica predatoria del sistema de las vaquerías, llevó a un rápido declive del ganado cimarrón, esto ya se comenzaba a advertir en el 1612, año en que se prohibieron las vaquerías por dos años, esto motivado por el temor a la extinción de dicho ganado, que ya se empezaba a advertir.
Reglamentaciones similares, se sucedieron por igual motivo, solamente se podían matar toros para extraer cueros, no se podía vaquear en tiempo de parición, prohibiciones de exportar ganados, por periodos de entre uno y cuatro años.
La incapacidad de ejercer estas normas y el consecuente incumplimiento de las mismas llevaron a una abrupta merma de estos  ganados. En 1673, los vecinos (la fuente no aclara de qué ciudad, probablemente Buenos Aires) se quejaban de hacer corambre, a más de 30 leguas (aproximadamente, 150 kilómetros), de la ciudad “de la otra banda del Arrecife”; en 1709 debían: 

caminar más de cien leguas […] para poder hacer el sebo y grasa necesaria para su gasto. Y para coger las cantidades cortas de ganado que se pueden conseguir a fuerza de muchos trabajos, costos y gastos les es necesario buscarlo en más de doscientas leguas de distancia, cuando no ha veinte años que se hacía el sebo y grasa que habían menester sobre las estancias de esta ciudad y recogían las vacas que querían con bien poco gasto a veinte y treinta leguas de ella

El agotamiento de estos ganados y los consecuentes enfrentamientos con los pueblos originarios, debido a las cada vez más lejanas incursiones, llevaron al traslado de este modelo a la Banda Oriental, las tierras de ningún provecho, resultaban al fin provechosas.
Se utilizó como vaquería el espacio charrúa (Bohan y Guenoa) entre el río Queguay y el río Negro. La estancia que estaba en la rinconada del Ibicuy, se trasladó a la rinconada del río Cuareim y se fundaron otras estancias y puestos de menor importancia. La  Vaquería del Río Negro (entre el río Negro, el Quarey o Cuareim y el Uruguay), se formó en 1704, con 4000 reses de  Yapeyú, 10 a 12 000 reses de Santo Tomé y 30 000 reses de La Cruz.

Posteriormente a 1737 fue el período durante el cual se hizo más importante el espacio comprendido entre los ríos Queguay y Negro. Éste se utilizó para manejar el ganado cimarrón, a salvo de los buscadores de cueros.